# Institut Fraunhofer pour les télécommunications
L'Institut Fraunhofer pour les télécommunications, ou Institut Heinrich Hertz, également connu sous le nom d'Institut Fraunhofer Heinrich-Hertz (en allemand Fraunhofer-Institut für Nachrichtentechnik), est un organisme de l'Institut Fraunhofer basé à Berlin. L'institut se livre à la recherche appliquée et le développement dans les domaines de la physique, le génie électrique et sciences informatiques.

## Compétences
L'Institut Fraunhofer Heinrich Hertz développe des réseaux mobiles et stationnaires de communication à large bande et des systèmes multimédias. Ce secteur de recherche se focalise sur les composants de systèmes photoniques et de fibres optiques, les systèmes de détection et de traitement de signaux d'image et de transmission. Les applications futures pour les réseaux à large bande font également l'objet de développements. La recherche dans ce domaine se concentre sur les écrans pour l'affichage en 3D, la production vidéo panoramique UHD, l'interaction homme-machine par le biais de contrôles gestuels, de communication par satellite et de transmission de données par voie optique.
Les scientifiques de l'institut travaillent avec des partenaires nationaux et internationaux de recherche et d'industrie. Par exemple, les chercheurs de ces partenariats ont participé au développement de la norme de compression vidéo AVC H.264 et à son successeur H.265/HEVC dans le cadre du groupe d'experts en images animées (MPEG) et du Groupe d'experts en codage vidéo (en)  (VCEG). Le prix Emmy de la technologie et de l'ingénierie (en) fut accordé à plusieurs reprises pour ces travaux,,. 

## Recherche
Les travaux de recherche et développement de l'Institut Fraunhofer pour les télécommunications se répartissent en six départements.
Le premier concentre la recherche sur les réseaux  de communication par satellite et les systèmes de transmission optique à haute performance. L'accent est mis sur l'augmentation de la capacité ainsi que sur l'amélioration de la sécurité et de l'efficacité énergétique.
Le département des composants photoniques développe des composants semi-conducteurs optoélectroniques ainsi que des circuits optiques intégrés pour la transmission de données. L'accent est également mis sur les systèmes de capteurs infrarouges, la spectroscopie terahertz et les lasers semi-conducteurs à haute performance pour des applications industrielles et médicales.
La recherche sur les nouveaux capteurs photoniques utilisés dans les systèmes de mesure et de contrôle pour la détection précoce des dangers, la gestion de l'énergie, la robotique et la technologie médicale est l'objet du département Systèmes de capteurs à fibre optique. Les capteurs sont caractérisés par une miniaturisation extrême, une excellente capacité de communication et de réseau et une grande efficacité énergétique.
Le domaine de recherche du département communications et réseaux sans fil concerne la transmission d'informations par ondes radio. Le département contribue à la théorie et à la faisabilité technique des systèmes radio et développe des prototypes.
Le département codage et analyse vidéo recherche activement l'encodage, le transport, le traitement et l'analyse efficaces des signaux vidéo ainsi que l'apprentissage par des machines.
L'accent mis dans le département technologies de la vision et de l'imagerie repose sur des méthodes complexes d'analyse et de synthèse 2D / 3D, sur la vision par ordinateur ainsi que sur des systèmes innovants de caméras, de capteurs, d'affichage et de projection.

## Partenariats
Diverses universités collaborent avec l'Institut Fraunhofer pour les télécommunications :
- l'université technique de Berlin (communication d'image, intégration optique et optoélectronique, théorie de l'information du réseau) ;
- l'université de technologie de Clausthal (photonique appliquée) ;
- l'université Humboldt de Berlin (informatique dans le domaine visuel) ;
- l'université de Potsdam (architectures de systèmes embarqués pour le traitement du signal).

L'institut de recherche est membre de plusieurs groupes et alliances regroupant d'autres instituts Fraunhofer :
- Groupe Fraunhofer pour les technologies de l'information et de la communication ;
- Groupe Fraunhofer pour la microélectronique ;
- Groupe Fraunhofer pour la défense et sécurité ;
- Groupe Fraunhofer pour les mégadonnées ;
- l'Alliance Fraunhofer pour la vie ambiante assistée ;
- l'Alliance Fraunhofer pour l'identification sécurisée ;
- l'Alliance Fraunhofer pour l'ingénierie du cycle de vie ;
- l'Alliance Fraunhofer pour les médias numériques ;
- l'Alliance Fraunhofer pour les systèmes embarqués ;
- l'Alliance Fraunhofer pour la vision.

## Infrastructure
Le budget total de 2015 de l'Institut Fraunhofer Heinrich-Hertz était d'environ 49,2 millions d'euros. Le ratio de financement externe était de 75 %. 49,8 % du budget provenaient des revenus industriels, 13 % de la recherche contractuelle fédérale et étatique et 6,5 % des fonds fournis par l'Union européenne. Environ 270 employés et 140 étudiants ont travaillé à l'Institut en 2015.

## Liste des administrateurs
- 1927-1936 : Karl Willy Wagner, directeur fondateur ;
- 1936 (février) à 1937 (mars) : Willi Willing (provisoire) ;
- 1937-1945 : Heinrich Fassbender ;
- 1945-1953 : Leithäuser Gustav ;
- 1957-1972 : Friedrich-Wilhelm Gundlach ;
- 1975-1980 : Horst Ohnsorge ;
- 1980-1982 : Wolfgang Grunow ;
- 1982-2002 : Clemens Baack ;
- 2002-2004 : Joachim Hesse (provisoire avec M. Mrowka) ;
- 2004-2010 : Holger Boche (avec H.-J. Grallert) ;
- 2004-2013 : Hans-Joachim Grallert (en partie avec H. Boche) ;
- depuis 2014 : Martin Schell et Thomas Wiegand.